# Бжани
Бжани (словац. Bžany, угор. Bodzás) — село в Словаччині, Стропковському окрузі Пряшівського краю. Розташоване в північно-східній частині Словаччини.
Уперше згадується у 1410 році.

## Пам'ятки
У частині Вальків є греко-католицька церква Покрови Пресвятої Богородиці з 1817 року в стилі пізнього бароко, перебудована в 1927 та 1981-1984 роках, з 1963 року національна культурна пам'ятка. У селі є ще друга греко-католицька церква святого Миколая, єпископа з 19 століття.

## Населення
| Рік:            | 1994. | 2004.    | 2014.   | 2024.    |
| --------------- | ----- | -------- | ------- | -------- |
| Кількість осіб: | 144   | 172      | 168     | 223      |
| Різниця:        |       | +19,44 % | -2,32 % | +32,73 % |

| Рік:            | 2023. | 2024.   |
| --------------- | ----- | ------- |
| Кількість осіб: | 229   | 223     |
| Різниця:        |       | -2,62 % |

В селі проживає 165 осіб.
Національний склад населення (за даними останнього перепису населення — 2001 року):
- словаки — 93,14%
- русини — 6,29%
- чехи — 0,57%

Склад населення за приналежністю до релігії станом на 2001 рік:
- греко-католики — 71,43%,
- православні — 16,57%,
- римо-католики — 10,29%,
- протестанти — 0,57%,
- не вважають себе віруючими або не належать до жодної вищезгаданої церкви: 1,14%